# Wojciech Waglewski
Wojciech Antoni Waglewski (ur. 21 kwietnia 1953 w Nowym Sączu) – polski gitarzysta, kompozytor, aranżer i producent muzyczny. Członek Akademii Fonograficznej ZPAV oraz Polskiej Akademii Filmowej.
Współpracował z artystami, takimi jak Raz, Dwa, Trzy, Kazik Staszewski, T.Love, Martyna Jakubowicz, Renata Przemyk, Lech Janerka, Edyta Bartosiewicz, Atrakcyjny Kazimierz, Justyna Steczkowska, Antonina Krzysztoń, Natalia Korczakowska, Kayah, Maria Peszek, Plateau, Monika Borzym czy Abradab. Występował także w duetach m.in. z Tomaszem Stańką, Maciejem Maleńczukiem, Mateuszem Pospieszalskim, Maciejem Sobczakiem i Bartkiem Łęczyckim.

## Życiorys
Urodził się 21 kwietnia 1953 w Nowym Sączu. Jest synem dziennikarzy: Jerzego Waglewskiego i jego żony Barbary z domu Pieróg. W okresie, kiedy jego rodzice studiowali polonistykę we Wrocławiu, był wychowywany przez dziadków ze strony matki, Bronisławy i Józefa Pierogów.
W okresie licealnym samodzielnie nauczył się gry na gitarze (słuchał m.in. Jimiego Hendriksa, Franka Zappy, grupy Can) i założył swój pierwszy zespół muzyczny o nazwie Po Upływie Czasu, z którym występował w warszawskim klubie studenckim „Alfa”. Na jednym z występów został dostrzeżony przez Zbigniewa Hołdysa, a niedługo później zaczął występować w klubie „Medyk”, w którym grał w różnych składach, m.in. w zespole Rh-. W 1969 zaczął występy w grupą Fatum. W tym okresie dorabiał, pracując jako goniec w redakcji pisma „Wynalazczość i Racjonalizacja”. Na początku lat 70. przez krótki okres współpracował z Michałem Urbaniakiem oraz współtworzył zespoły Zen i Nirwana. Również w latach 70. studiował socjologię na Uniwersytecie Warszawskim. Po okresie grania w klubach studenckich wraz z grupą muzyków o płynnym składzie eksperymentował z własnymi pomysłami kompozytorskimi w klimacie zbliżonymi do twórczości The Mahavishnu Orchestra. Poza tym koncertował w Polsce i za granicą z zespołem Bemibem i różnymi składami Janusza Komana, m.in. z Koman Bandem, a także z grupą Alibabki i Krystyną Prońko. Pracował też jako muzyk sesyjny, wziął udział w nagraniu wielu płyt, m.in. albumu powstałego na zlecenie Polskiej Kroniki Filmowej, a także napisał muzykę do piosenki Krystyny Prońko „Trawiaste przywidzenia”. Muzyczną karierę przerwał z powodu pobytu do wojska od stycznia do grudnia 1978.

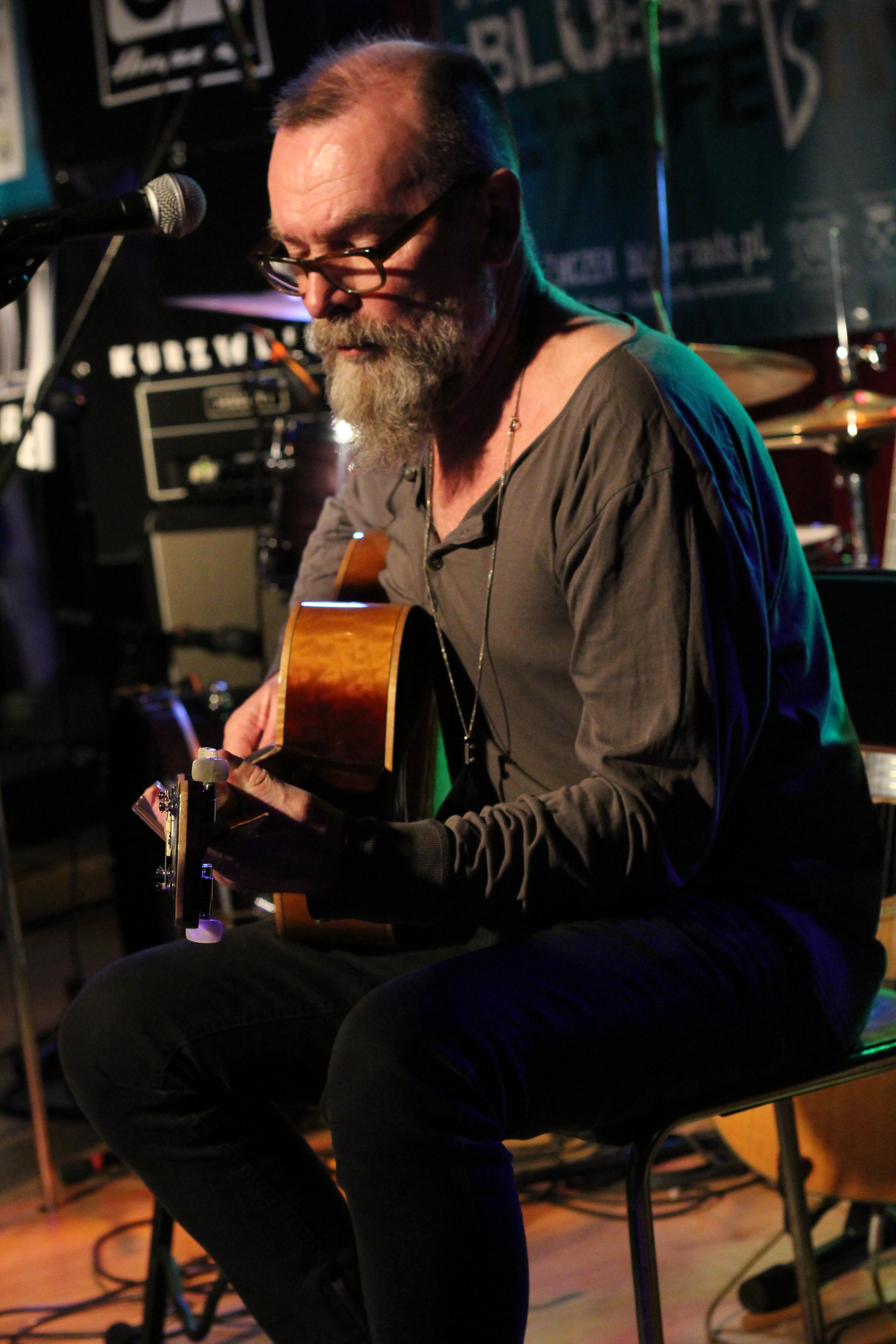
Waglewski na 4. edycji festiwalu Bluesroads w Krakowie (2013)

Po zakończeniu służby wojskowej grał m.in. w zespole Thunderbird i przez dwa miesiące przygrywał gościom restauracji w Hotelu Europejskim. Po rozpadzie Nirwany wraz z Milo Kurtisem założył zespół Ya-Sou. Później został muzykiem grupy Osjan, w którym grał do przełomu 1983 i 1984. W tym okresie m.in. prowadził warsztaty muzyczne w Development Institute of Science and History w Utrechcie.
Zachęcony przez Zbigniewa Hołdysa, w latach 1982–1983 wziął udział w sesji nagraniowej albumu pt. I Ching, na który nie tylko nagrał partie gitarowe, a także zaśpiewał utwór „Ja płonę” i skomponował piosenkę „Milo”. W 1984 został członkiem nowo powstałej grupy Morawski Waglewski Nowicki Hołdys, z którą m.in. nagrał ścieżkę dźwiękową do filmu Stan wewnętrzny i album pt. Świnie. W 1985 w radiowej Trójce pojawiły się nagrania zapowiadane jako „Morawski Waglewski Nowicki Hołdys bez Hołdysa”. Niedługo później, za namową Hołdysa, założył zespół Voo Voo, którego został liderem. Również w 1985 zagrał koncert na festiwalu w Jarocinie, a za występ zebrał przychylne recenzje w prasie. W tym samym roku wydał single „FAZ” i „F-I”, które były notowane na Liście przebojów Programu Trzeciego. W październiku 1986 wydał album, zatytułowany po prostu Voo Voo.

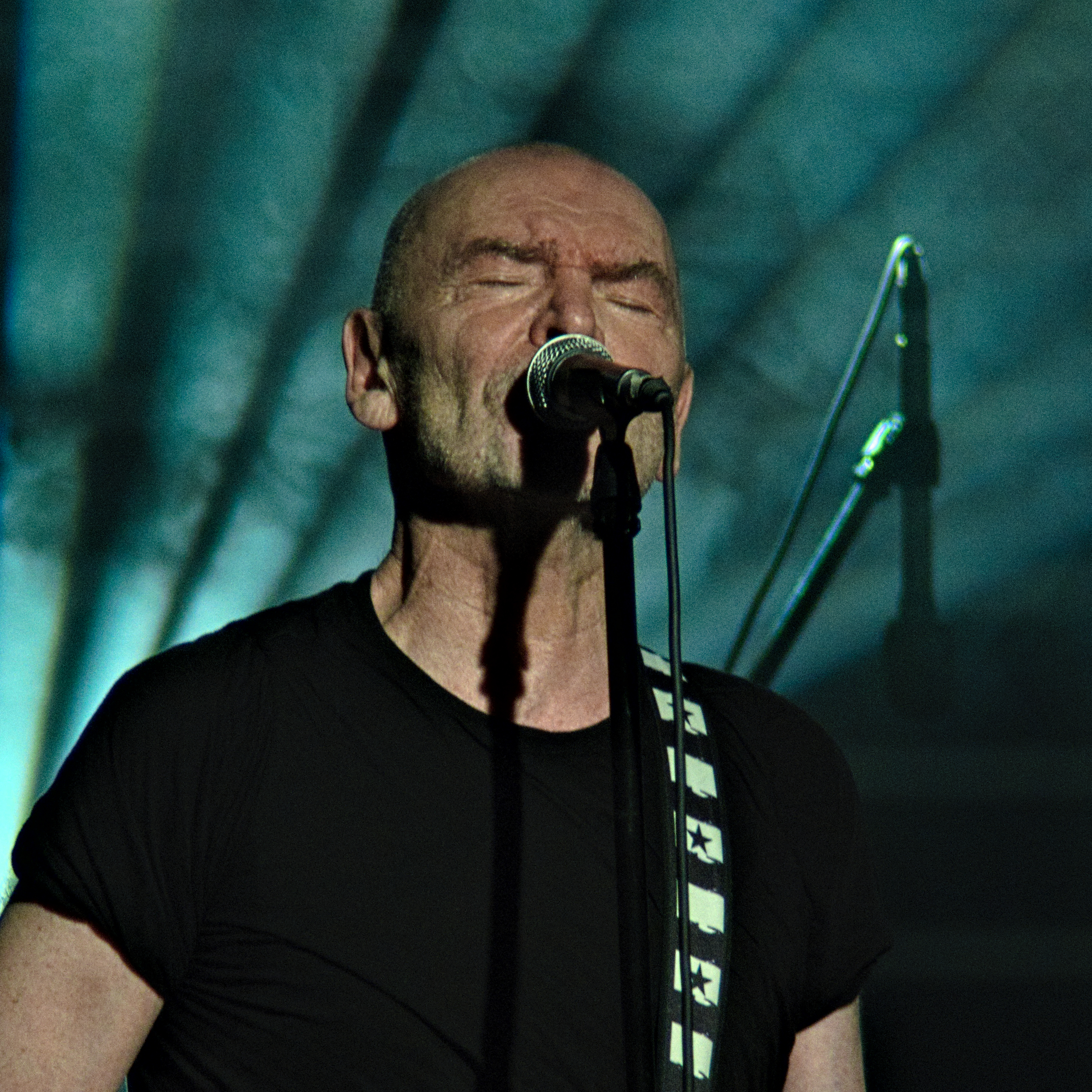
Waglewski (2019)

W 1991 wydał debiutancki solowy album pt. Waglewski Gra-żonie, który zadedykował żonie Grażynie. Skomponował także muzykę teatralną i filmową, m.in. do produkcji Nadzieja, Makbet i Tytus, Romek i A’Tomek, a niektóre ścieżki dźwiękowe ukazały się na płytach (np. Jasne błękitne okna). W 1998 premierę miał jego utwór „Karnawał - pozytywne myślenie”, który stał się muzycznym motywem Wielkiej Orkiestry Świątecznej Pomocy. Na początku lat 90. powrócił do składu grupy Osjan, z którą okazjonalnie występuje i nagrywa kolejne albumy. W 1995 z Darkiem Kozakiewiczem współpracował przy nagraniu albumu pt. Tribute to Eric Clapton. W 2007 wydał płytę pt. Koledzy nagraną z Maciejem Maleńczukiem. W 2008 wraz z synami uformował zespół Waglewski Fisz Emade i wydał album pt. Męska muzyka.
W lutym 2008 współprowadził z Fiszem audycję pt. Strefa inne brzmienia w Radiu Roxy FM. Od listopada 2008 do marca 2020 współprowadził z Fiszem audycję Magiel Wagli w Programie III Polskiego Radia. W latach 2010–2011 był dyrektorem artystycznym trasy koncertowej Męskie Granie. W 2017 nakładem Wydawnictwa Znak ukazała się książka pt. „Wagiel. Jeszcze wszystko będzie możliwe”, będąca zapisem rozmów Waglewskiego z Wojciechem Bonowiczem. Od 14 lipca 2020 współprowadzi z Fiszem audycję Wagle w Radiu Nowy Świat.

## Życie prywatne
W połowie lat 70. ożenił się z Grażyną Walczyk (zm. 2025), z którą ma dwóch synów, również muzyków: Bartosza (ur. 1978) i Piotra (ur. 1981). Z żoną otworzył Galerię „Białko” w Galerii Ursynów w Warszawie.

## Dyskografia

### Albumy
| Waglewski Gra-żonie                                                  | - Data: 11 lutego 1991 - Wydawca: Polton                 | 43 |                        |
| Muzyka od środka (ścieżka dźwiękowa)                                 | - Data: 1 czerwca 1998 - Wydawca: Polstar                | –  |                        |
| Jasne błękitne okna (ścieżka dźwiękowa)                              | - Data: 4 grudnia 2006 - Wydawca: EMI Music Poland       | –  |                        |
| Koledzy (oraz Maciej Maleńczuk)                                      | - Data: 14 maja 2007 - Wydawca: Agora S.A.               | 96 | - POL: platynowa płyta |
| Muzyka filmowa                                                       | - Data: 23 lipca 2007 - Wydawca: EMI Music Poland        | 32 |                        |
| Męska muzyka (oraz Fisz, Emade)                                      | - Data: 1 lutego 2008 - Wydawca: Agora S.A.              | 92 | - POL: platynowa płyta |
| Harmonia (oraz Ziemowit Kosmowski, Marcin Gałażyn, Marjana Sadowska) | - Data: 26 października 2010 - Wydawca: Agora S.A.       | –  |                        |
| The Best and the Rest                                                | - Data: 27 stycznia 2011 - Wydawca: QM Music             | 14 |                        |
| Matka, Syn, Bóg (oraz Fisz, Emade)                                   | - Data: 25 października 2013 - Wydawca: Art2 Music       | –  | - POL: złota płyta     |
| Duchy ludzi i zwierząt (oraz Fisz, Emade)                            | - Data: 9 października 2020 - Wydawca: Mystic Production | 3  |                        |
| „–” album nie był notowany.                                          |                                                          |    |                        |

### Albumy koncertowe
| Tytuł                                                      | Dane dot. albumu                                                    |
| ---------------------------------------------------------- | ------------------------------------------------------------------- |
| Wagiel & Mateo – Koncert (oraz Mateusz Pospieszalski)      | - Data: 20 lutego 2002 - Wydawca: Sony Music                        |
| Męska muzyka. Koncert w Fabryce Trzciny (oraz Fisz, Emade) | - Data: 17 grudnia 2008 - Wydawca: Agora S.A.                       |
| MTV Unplugged                                              | - Data: 14 lutego 2025 - Wydawca: Agora Książka i Muzyka Sp. z o.o. |

### Single
| Tytuł                                            | Rok  | Pozycja na liście | Album        |
| Tytuł                                            | Rok  | LP3               | Album        |
| ------------------------------------------------ | ---- | ----------------- | ------------ |
| Wojciech Waglewski, Fisz, Emade – „Męska muzyka” | 2008 | 6                 | Męska muzyka |
| Wojciech Waglewski, Fisz, Emade – „Majty”        | 2008 | 18                | Męska muzyka |

#### Inne notowane utwory
| Tytuł                                                                         | Rok  | Pozycja na liście | Album                           |
| Tytuł                                                                         | Rok  | LP3               | Album                           |
| ----------------------------------------------------------------------------- | ---- | ----------------- | ------------------------------- |
| Wojciech Waglewski – „To nic złego”                                           | 1991 | 28                | Waglewski Gra-żonie             |
| Martyna Jakubowicz – „I żeby ziemia zadrżała” (oraz Wojciech Waglewski)       | 1995 | 44                | Dziewczynka z pozytywką Edwarda |
| Wojciech Waglewski – „I cóż, że żal”                                          | 1998 | 35                | Muzyka od środka                |
| Wojciech Waglewski – „Zmruż oczy”                                             | 2003 | 13                | Zmruż oczy (ścieżka dźwiękowa)  |
| Wojciech Waglewski, Maciej Maleńczuk – „Koledzy”                              | 2007 | 15                | Koledzy                         |
| Wojciech Waglewski, Maciej Maleńczuk – „Biust”                                | 2007 | 7                 | Koledzy                         |
| Karimski Club – „Marek Aureliusz” (oraz Wojciech Waglewski, Adam Nowak)       | 2009 | 44                | Herbert                         |
| Wojciech Waglewski, Abradab, Maciej Maleńczuk – „Wszyscy muzycy to wojownicy” | 2010 | 2                 | Wszyscy muzycy to wojownicy     |
| Dorota Miśkiewicz – „W komórce” (oraz Wojciech Waglewski)                     | 2012 | 33                | Ale                             |
| Wojciech Waglewski, Fisz, Emade – „Ojciec”                                    | 2013 | 1                 | Matka, Syn, Bóg                 |

### Inne
| Album                                                  | Rok  | Uwagi |
| ------------------------------------------------------ | ---- | --- |
| Andrzej i Eliza – Drzewo rodzinne                      | 1972 | gitara w utworze „Czerwone lata” |
| Krystyna Prońko – 1980                                 | 1980 | gitara |
| Stanisław Wenglorz – Dziś dotarłem do rozstajnych dróg | 1982 | gitara |
| Stanisław Soyka – Radioaktywny                         | 1989 | gitara w utworze „Monolog pajaca”                                                                                                   |
| Maryla Rodowicz – Absolutnie nic                       | 1991 | gitara w utworze „To już było” |
| Kazik – Spalam się                                     | 1991 | gitara |
| Martyna Jakubowicz – Patchwork                         | 1991 | gitara, mandolina |
| Martyna Jakubowicz – Kołysz mnie                       | 1992 | gitara |
| Atrakcyjny Kazimierz i Cyganie – Prawdziwa miłość      | 1992 | gitara elektryczna, gitara akustyczna                                                                                               |
| Renata Przemyk – Tylko kobieta                         | 1994 | gitara w utworach „Ten taniec”, „Ostatni z zielonych”                                                                               |
| Raz, Dwa, Trzy – Cztery                                | 1994 | gitara akustyczna, produkcja muzyczna                                                                                               |
| Dżem – List do R. na 12 głosów                         | 1995 | śpiew i gitara w utworach „Kiepska gra (akustycznie)”, „Kim jestem – jestem sobie”                                                  |
| Homo Twist – Homo Twist                                | 1996 | gitara w utworach „Petarda”, „Ten Years After”, „Syf”, „Nikt z nikąd”                                                               |
| Graal – Darmozjad                                      | 1997 | muzyka w utworze „Latający chłopiec”                                                                                                |
| Graal – Truskafki                                      | 1999 | muzyka w utworze „Latający chłopiec”                                                                                                |
| Fisz – Na wylot                                        | 2001 | gitara w utworach „Rozmyty”, „Tajemnica”, „Dworzec”                                                                                 |
| Nick Cave i przyjaciele – W moich ramionach            | 2001 | śpiew i gitara w utworze „Krwawa prawa dłoń”                                                                                        |
| Jak Wolność To Wolność – Honorowi dawcy krwi           | 2001 | produkcja muzyczna |
| Justyna Steczkowska – Alkimja                          | 2002 | quikka |
| Pan Yapa – Pan Yapa i magiczna załoga                  | 2002 | gitara w utworach „Magiczna załoga”, „Urodziny małego czarodzieja”, „Smoczy twist”, „Dwa utopce” cuica w utworze „Mambo Bazyliszek” |
| WhiteHouse – Kodex                                     | 2002 | gitara w utworze „Na sznurowadle”                                                                                                   |
| Dzieci z Brodą – Halo Halo Dzieci Europy               | 2003 | gitara |
| Dzieci z Brodą – Czuwaj wiaro!                         | 2004 | gitara |
| Martyna Jakubowicz – Tylko Dylan                       | 2005 | wokal, gitara |
| Maria Peszek – Miasto mania                            | 2005 | współprodukcja, gitara, muzyka |
| Zespół Reprezentacyjny – Kumple to grunt               | 2007 | śpiew w utworze „Król” |
| Lidia Pospieszalska – Inaije                           | 2007 | słowa utworu „Inaije” |
| Karimski Club – Herbert                                | 2009 | śpiew w utworach „Marek Aureliusz”, „Lustro”, „Przesłanie” gitara w utworach „Uderzam w deskę”, „Powrót do rodzinnego miasta”       |
| Plateau – Projekt Grechuta                             | 2011 | śpiew w utworze „Gdziekolwiek” gitara w utworach „Niepewność”, „Magia obłoków”                                                      |
| Projekt NOD – Warsoul Experience                       | 2012 | śpiew w utworze „Ja spadam” |
| Adam Strug – Mysz                                      | 2015 | produkcja, gitara, śpiew w utworze „Ostatni raz”                                                                                    |

### Kompilacje różnych wykonawców
| Album                                                                  | Rok  | Utwór |
| ---------------------------------------------------------------------- | ---- | --- |
| I Ching                                                                | 1984 | „Miss Propagandiss”, „Dyktator”, „Nie będzie nas”, „Ja płonę”, „Wojna chudych z grubymi”, „Gazeta”, „Różne rozmowy z życiem”, „Super Ego”, „Milo”, „Kołysanka dla misiaków” |
| Tribute to Eric Clapton                                                | 1995 | „Wielka słabość”, „Crossroads”, „Ain’t That Loving You”, „Wrapping Paper”, „After Midnight”, „Blues 4 rano”, „Travelling East”, „To nic złego”                              |
| Wśród nocnej ciszy...                                                  | 2001 | „Hopsa bratkowie”, „Przybieżeli do Betlejem pasterze!” |
| ...jak zwyciężać mamy. Artyści polscy w hołdzie Mazurkowi Dąbrowskiego | 2004 | b.d. |
| Honor jest wasz Solidarni                                              | 2005 | „Nasza Europa” |
| Hey Jimi – Polskie gitary grają Hendrixa                               | 2008 | „The Wind Cries Mary” |

## Teledyski
| Tytuł                                    | Rok  | Reżyseria        | Album        | Źródło |
| ---------------------------------------- | ---- | ---------------- | ------------ | ------ |
| „Bo Bóg dokopie” (oraz Maciej Maleńczuk) | 2007 | Yach Paszkiewicz | Koledzy      | [ 80 ] |
| „Biust” (oraz Maciej Maleńczuk)          | 2007 | Yach Paszkiewicz | Koledzy      | [ 81 ] |
| „Koledzy” (oraz Maciej Maleńczuk)        | 2007 | Yach Paszkiewicz | Koledzy      | [ 82 ] |
| „Komu dzwonią” (oraz Maciej Maleńczuk)   | 2007 | Yach Paszkiewicz | Koledzy      | [ 83 ] |
| „Męska muzyka” (oraz Fisz, Emade)        | 2008 | Yach Paszkiewicz | Męska muzyka | [ 84 ] |

## Filmografia
| Tytuł                                           | Rok  | Uwagi                                                                          |
| ----------------------------------------------- | ---- | ------------------------------------------------------------------------------ |
| Stan wewnętrzny                                 | 1983 | film fabularny, wykonanie muzyki (zespół I Ching)                              |
| Tanie pieniądze                                 | 1985 | film fabularny, wykonanie muzyki                                               |
| Trio                                            | 1986 | film fabularny, muzyka                                                         |
| Seszele                                         | 1990 | film fabularny, muzyka                                                         |
| Enak                                            | 1992 | film fabularny, wykonanie muzyki                                               |
| Uprowadzenie Agaty                              | 1993 | film fabularny, jako grający na gitarze kolega Cygana z celi                   |
| Gorący czwartek                                 | 1993 | film fabularny, wykonanie muzyki                                               |
| Farba                                           | 1997 | film fabularny, wykonanie muzyki                                               |
| Kroniki domowe                                  | 1997 | film fabularny, muzyka, wykonanie muzyki                                       |
| Człowiek wózków                                 | 2000 | film fabularny, muzyka, wykonanie muzyki (gitary, teksty i wykonanie piosenek) |
| Strefa ciszy                                    | 2000 | film fabularny, muzyka                                                         |
| Tytus, Romek i A’Tomek wśród złodziei marzeń    | 2002 | film animowany, muzyka                                                         |
| Trzeci                                          | 2004 | film fabularny, muzyka                                                         |
| Trójka do wzięcia                               | 2006 | film fabularny, muzyka, wykonanie muzyki                                       |
| Historia polskiego rocka                        | 2008 | film dokumentalny, reżyseria: Leszek Gnoiński, Wojciech Słota                  |
| Beats of Freedom – Zew wolności                 | 2009 | film dokumentalny, reżyseria: Leszek Gnoiński, Wojciech Słota                  |
| Taniec śmierci. Sceny z Powstania Warszawskiego | 2010 | film fabularny, muzyka                                                         |
| Był sobie dzieciak                              | 2013 | film fabularny, muzyka                                                         |

## Nagrody i wyróżnienia
| Rok  | Kategoria/Tytułem                                               | Nagroda                                                  | Uwagi     |
| ---- | --------------------------------------------------------------- | -------------------------------------------------------- | --------- |
| 1988 | „Laureat, muzyka”                                               | Nagroda Artystyczna Młodych im. Stanisława Wyspiańskiego | Laur      |
| 1994 | „Najlepszy kompozytor”                                          | Fryderyk                                                 | Laur      |
| 1995 | „Muzyka”                                                        | Paszport „Polityki”                                      | Laur      |
| 1995 | „Producent / realizator roku”                                   | Fryderyk                                                 | Nominacja |
| 1995 | „Kompozytor roku”                                               | Fryderyk                                                 | Nominacja |
| 1998 | „Producent muzyczny roku”                                       | Fryderyk                                                 | Nominacja |
| 1998 | „Kompozytor roku”                                               | Fryderyk                                                 | Nominacja |
| 1998 | „Album roku – muzyka alternatywna” (Muzyka od środka)           | Fryderyk                                                 | Nominacja |
| 2001 | „Kompozytor Roku”                                               | Fryderyk                                                 | Nominacja |
| 2005 | „Fenomen” za rok 2004                                           | Fenomeny Przekroju                                       | Laur      |
| 2006 | „Produkcja Muzyczna Roku”                                       | Fryderyk                                                 | Laur      |
| 2006 | „Kompozytor Roku”                                               | Fryderyk                                                 | Nominacja |
| 2007 | Całokształt twórczości                                          | Nagroda Muzyczna Programu Trzeciego – „Mateusz”          | Nominacja |
| 2008 | „Kompozytor Roku”                                               | Fryderyk                                                 | Laur      |
| 2008 | „Autor Roku”                                                    | Fryderyk                                                 | Nominacja |
| 2008 | „Album Roku Pop” (Koledzy)                                      | Fryderyk                                                 | Nominacja |
| 2008 | „Wokalista Roku”                                                | Fryderyk                                                 | Nominacja |
| 2008 | „Videoklip Roku” („Koledzy”)                                    | Fryderyk                                                 | Nominacja |
| 2009 | Konkurs Polskiej Organizacji Pracodawców Osób Niepełnosprawnych | Super Lodołamacz                                         | Laur      |
| 2009 | „Kompozytor Roku”                                               | Fryderyk                                                 | Laur      |
| 2009 | „Autor Roku”                                                    | Fryderyk                                                 | Nominacja |
| 2009 | „Album Roku – Muzyka Alternatywna” (Męska muzyka)               | Fryderyk                                                 | Nominacja |
| 2011 | „Kompozytor Roku”                                               | Fryderyk                                                 | Nominacja |
| 2011 | „Autor Roku”                                                    | Fryderyk                                                 | Nominacja |
| 2011 | „Album Roku Folk/Muzyka Świata” (Harmonia)                      | Fryderyk                                                 | Nominacja |